# محمودآباد (قطرویه)
محمودآباد، قطرویه روستایی در دهستان ریزآب، بخش قطرویه، شهرستان نی‌ریز در استان فارس است.
جمعیت این روستا در سال ۱۳۸۵، ۷۸ نفر بوده‌است.